# Iron Soldier
Iron Soldier is een videospel voor het platform Atari Jaguar. Het spel werd uitgebracht in 1994. 